# Chiers
Die Chiers [ʃjɛʁ] (luxemburgisch Kuer; deutsch Korn) ist ein Fluss, der in Luxemburg entspringt, Belgien kurz berührt, größtenteils durch Frankreich verläuft und nach rund 140 Kilometern als rechter Nebenfluss südlich von Sedan in die Maas mündet. Sie ist der einzige luxemburgische Fluss, der nicht zum Einzugsbereich der Mosel gehört.

## Geographie

### Verlauf
Die Chiers entspringt unter dem Namen Korn bei Oberkorn in der Gemeinde Differdingen (letzeburgisch: Déifferdeng, französisch: Differdange), verläuft dann über Niederkorn Richtung Westen, verlässt nach etwa 14 Kilometern Luxemburg und erreicht zunächst bei Athus, Gemeinde Aubange, belgisches Staatsgebiet. Danach fließt sie zuerst als luxemburgisch-belgischer und sodann als luxemburgisch-französischer Grenzfluss nach Frankreich. Hier erreicht sie das Département Meurthe-et-Moselle und durchquert als Chiers den Ballungsraum von Longwy. Danach bildet sie ein tief eingeschnittenes und unterhalb von Longuyon teilweise stark gewundenes Tal. Bei Torgny (Gemeinde Rouvroy) erreicht sie das Département Meuse und bildet für etwa drei Kilometer dessen Grenze zu Belgien. Wenige Kilometer westlich davon windet sie sich um Montmédy. Auf halber Luftlinie zwischen dieser Stadt und dem Tal der Maas wendet sie sich nordwärts und fließt, zunächst durch einen Höhenrücken von dieser getrennt, an die 20 Kilometer parallel zu ihr. Dabei erreicht sie bei Margut das Département Ardennes. Nach dem Passieren der Stadt Carignan mündet sie in an der Gemeindegrenze von Bazeilles und Remilly-Aillicourt in die Maas, kurz bevor diese Sedan erreicht.

### Zuflüsse
- Rouerbaach (rechts), 3,7 km
- Mierbaach (rechts), 4,6 km
- Wessegbaach (rechts), 2,3 km
- Maragole (links), 1,6 km
- Rau de Messancy (Miezegerbaach, Kleine Korn) (rechts), 20,0 km, 63,0 km², 0,75 m³/s
- Ruisseau le Brüll (rechts), 9,0 km, 13,5 km²
- Ruisseau la Moulaine (links), 12,2 km, 49,8 km², 0,84 m³/s
- Ruisseau des Neuf Fontaińes (links), 3,9 km
- Rau de la Fontaińe (links), 0,8 km
- Ruisseau de Ugny (links), 5,3 km
- La Crusnes (links), 32,1 km, 265,6 km², 3,21 m³/s
- Ruisseau du Bois de Parlay (links), 4,2 km
- Ruisseau le Dorlon (rechts), 6,9 km, 25,1 km², 0,35 m³/s
- Ruisseau l'Urbule (Ruisseau d'Épiez) (rechts), 1,9 km
- Le Thon (rechts), 31,7 km, 318,0 km², 5,05 m³/s
- Ruisseau de la Neau (rechts), 4,2 km
- Ruisseau de Fresnois (rechts), 1,4 km
- L’Othain (links), 66,9 km, 256,6 km², 2,76 m³/s
- Ruisseau le Chabot (links), 8,9 km
- Ruisseau des Onze Fontaines (links), 2,5 km
- Ruisseau la Thonne (rechts), 15,3 km, 55,2 km², 0,83 m³/s
- Le Loison (links), 52,8 km, 356,9 km², 3,98 m³/s
- Ruisseau de la Charponterie (links), 2,2 km
- Ruisseau du Bouillon (rechts), 3,5 km
- Rau de la Ronge (rechts), 0,6 km
- Ravin de Tanree (rechts). 1,3 km
- Ruisseau de Baalon (links), 6,2 km
- Ruisseau de Bievre (rechts), 6,5 km
- Ruisseau du Moulin (links), 1,6 km
- Ruisseau du Pre Vérat (links), 2,2 km
- Ruisseau la Marche (rechts), 15,9 km, 154,0 km², 2,29 m³/s
- Ruisseau le Fosse des Dors (links), 2,3 km
- Ruisseau du Woyen (rechts), 1,0 km
- Ruisseau de Prele (links), 6,2 km
- Ruisseau du Fond de Naive (rechts), 4,6 km
- Ruisseau de l’Aulnois (rechts), 18,0 km, 101,8 km², 2,10 m³/s
- Ruisseau de Nonne (links), 7,3 km
- Ruisseau de Lombut (links), 4,2 km
- Ruisseau de Vaudime (links), 3,6 km
- Ruisseau du Moulin de Sauzelle (rechts), 5,1 km
- Ruisseau de Pouru (rechts), 9,8 km
- Ru de Londre (links), 2,4 km
- Ruisseau de Magne (rechts), 11,4 km, 23,9 km², 0,54 m³/s
- Ruisseau de Boulacourt (rechts), 2,9 km
- Ruisseau le Rule (rechts), 11,8 km

### Orte am Fluss
(Reihenfolge in Fließrichtung)
Luxemburg:
- Oberkorn
- Differdingen
- Niederkorn
- Petingen

Belgien:
- Athus, Gemeinde Aubange

Frankreich, Département Meurthe-et-Moselle:
- Mont-Saint-Martin
- Longlaville
- Herserange
- Longwy
- Réhon
- Lexy
- Cons-la-Grandville
- Montigny-sur-Chiers
- Viviers-sur-Chiers
- Longuyon

Frankreich, Département Meuse:
- Montmédy

Frankreich, Département Ardennes:
- Blagny
- Carignan
- Douzy